# Alberich Mazak
Alberich Mazak OCist (tschechisch Alberik Mazák auch Alberik Maczack * 1609 in Ratibor, Oberschlesien; † 9. Mai 1661 in Wien) war ein österreichischer Ordenspriester, Komponist, Kapellmeister und Chorleiter tschechischer Herkunft.

## Leben
Alberich Mazak stammte aus einer tschechischen Familie aus Oberschlesien. 1629 trat er als bereits graduierter philosophicus dem Stift Heiligenkreuz bei und legte dort am 20. August 1631 die Profess ab. 1633 zum Priester geweiht, war von 1634 bis 1639 Novizenmeister, 1636–1654 Cantor chori und 1639–1640 äbtlicher Sekretär unter Michael Schnabel, der in Heiligenkreuz eine Singschule eingerichtet hatte. Als Kaiser Ferdinand III. im Jahr 1639 Heiligenkreuz besuchte, überreichte ihm Mazak drei seiner Kompositionen, die der Kaiser dann in Wien aufführen ließ. Im Jahr 1654 legte Mazak die Leitung der Schola nieder; er starb im Heiligenkreuzerhof in Wien.
Sein Hauptwerk, Cultus Harmonicus (1649), besteht aus drei Teilen: 88 Motetten, Messen und Offertorien. Außer wenigen Weihnachtspastorellen in deutscher Sprache sind die meisten Kompositionen für lateinische Texte.